# Degré Balling
Pour les articles homonymes, voir Balling.
Le degré Balling noté « °B » est une unité indiquée par densimètre à flotteur (ou saccharimètre), étalonné à 17,5 °C. Inventé en 1843 et perfectionné jusqu'en 1862 par le chimiste tchèque Karl Josef Napoléon Balling, il permet d'estimer la teneur en alcool d'une bière à partir de la densité primitive de moût par la mesure directe du poids du sucre d’une solution. Il donne la concentration d'une solution de saccharose exprimée en pourcentage de son poids avant fermentation ; par exemple :
- 1 °B = 1 g de matière sèche soluble (sucre) pour 100 g de solution sucrée à 17,5 °C. Ainsi une bière à 12 °B aura 12 g de sucre.

Cette échelle fut ensuite perfectionnée en 1897 par le Dr Adolf Brix, qui établit l'échelle de Brix (utilisée en viticulture) et le Dr Fritz Plato qui établit en 1900 le degré Plato qui se note en °P mais aussi en % et qui sème la confusion avec le % en abv. Elle continue toutefois à être utilisée en Tchéquie notamment, en parallèle au degré Plato (presque équivalent).